# Chorényi József (kanonok)
Chorényi József István János (Nyitra, 1817. május 6. - Nyitra, 1889. november 18.) plébános, nyitrai kanonok, tanár.

## Élete
Chorényi János és Klekner Anna fia. 1836-tól Pesten volt papnövendék. 1840. július 26-án szentelték fel pappá, előbb viszolyai, majd bolesói plébános, alesperes és címzetes prépost. 1860-ban a nyitrai, 1861 a trencséni piarista gimnáziumban tanított nyelveket és természetrajzot, majd nyelvtant. 1880 után nyitrai kanonok.

## Művei
- 1840 Vurum József nyitrai püspök életrajza. Munkálatok.